# История Сицилии

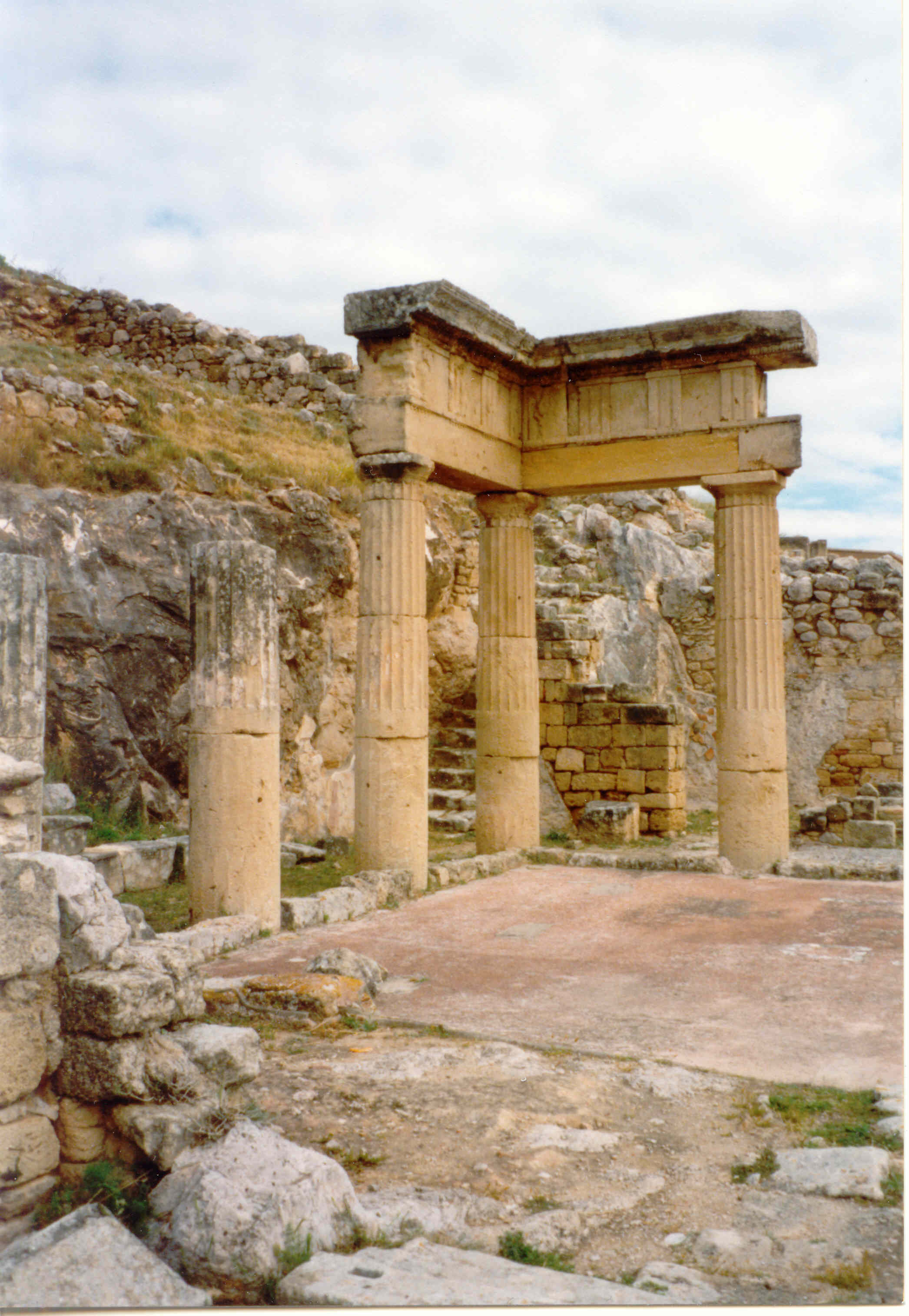
Руины храма в Солунте.

На протяжении всей истории Сицилию постоянно завоёвывали различные народы и правители — древние греки, пунийцы, римляне, вандалы, остготы, византийцы, мусульмане, норманны, Гогенштауфены, каталанцы и испанцы. Тем не менее, были и небольшие периоды независимости — во времена Древней Греции, затем эмирата и, наконец, Королевства Сицилия. На сегодняшний день Сицилия является частью Италии со своей самобытной культурой.
Сицилия является как крупнейшей областью современной Италии, так и крупнейшим островом Средиземного моря. Благодаря выгодному географическому расположению и природным ресурсам, Сицилия считается важнейшей стратегической областью, издревле играющей ключевую роль в средиземноморской торговле. К примеру, этот регион очень высоко ценили в древности греки, а Цицерон описывал Сиракузы как «величайший из греческих городов и самый красивый из городов мира».
Экономика Сицилии базировалась на развивавшихся с XIV века латифундиях, которых было огромное количество — изначально феодальных, на которых сицилийцы выращивали зерновые и разводили скот, сохранившихся вплоть до Второй мировой войны.
Временами остров становился сердцем великих цивилизаций, а порой — чьей-нибудь колониальной заводью. Его бросало, подобно маятнику, из стороны в сторону, в зависимости от того, под чьим он был контролем — то становясь магнитом для иммигрантов, то распуская волны эмигрантов.

## Древняя история

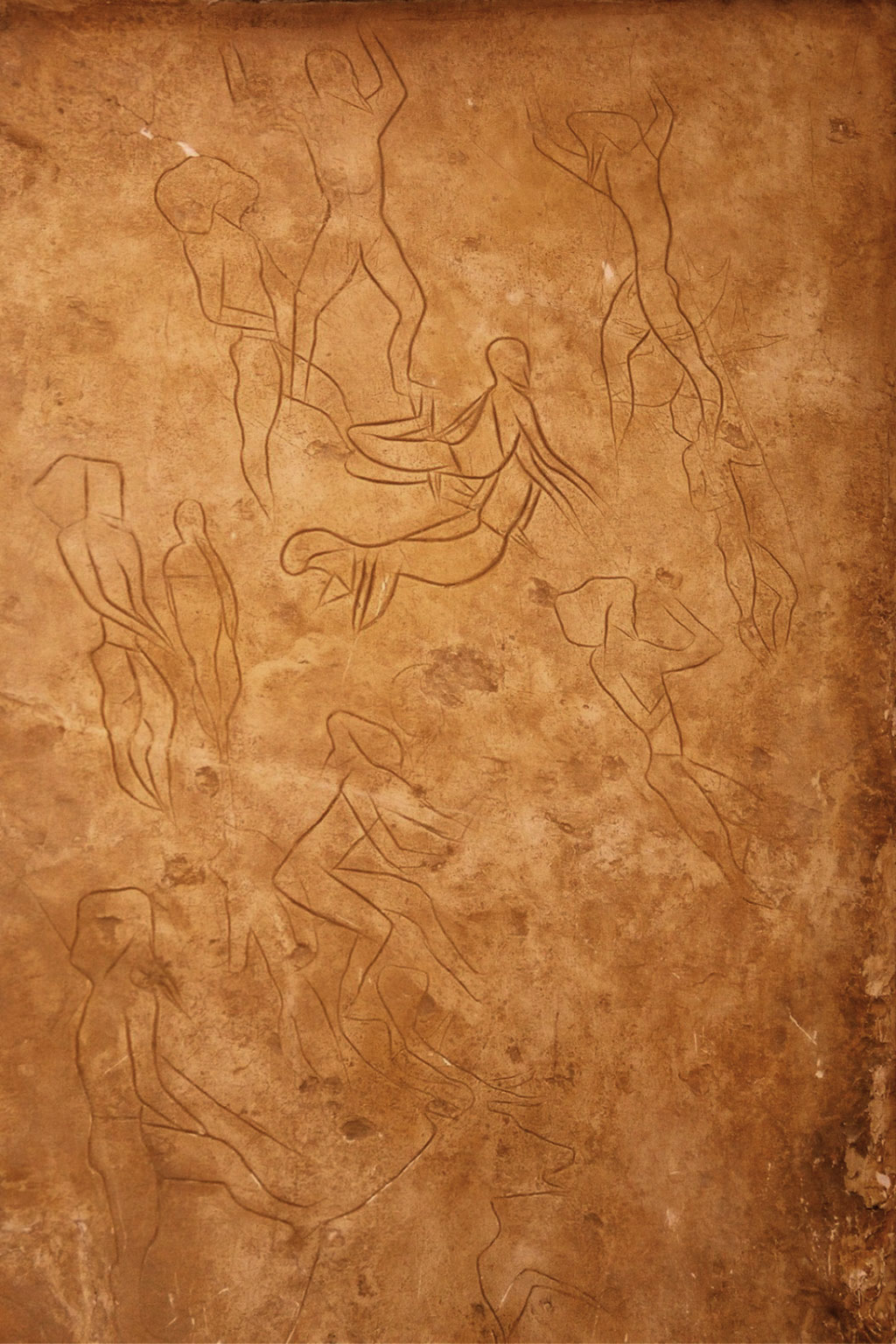
Наскальные рисунки в пещере Аддаура

Коренное население Сицилии представляло собой несколько племён, долгое время собиравшимися в единый народ. Древние греки называли их элимцами, сиканами и сикулами, или сицилами (по имени которых остров и получил своё название). Очевидно, что сикилы мигрировали из южной Италии, как и другие италики (Italoi) из Калабрии — энотры, чоны, латерны (или латарны), оски и авзоны. Хотя вполне вероятно, что сиканы изначально были иберийским племенем. Элимы тоже могли быть пришлым племенем, прибывшим из района Эгейского моря. Последние открытые дольмены времён второй половины третьего тысячелетия до н. э. открывают новые горизонты в изучении культур первобытной Сицилии.

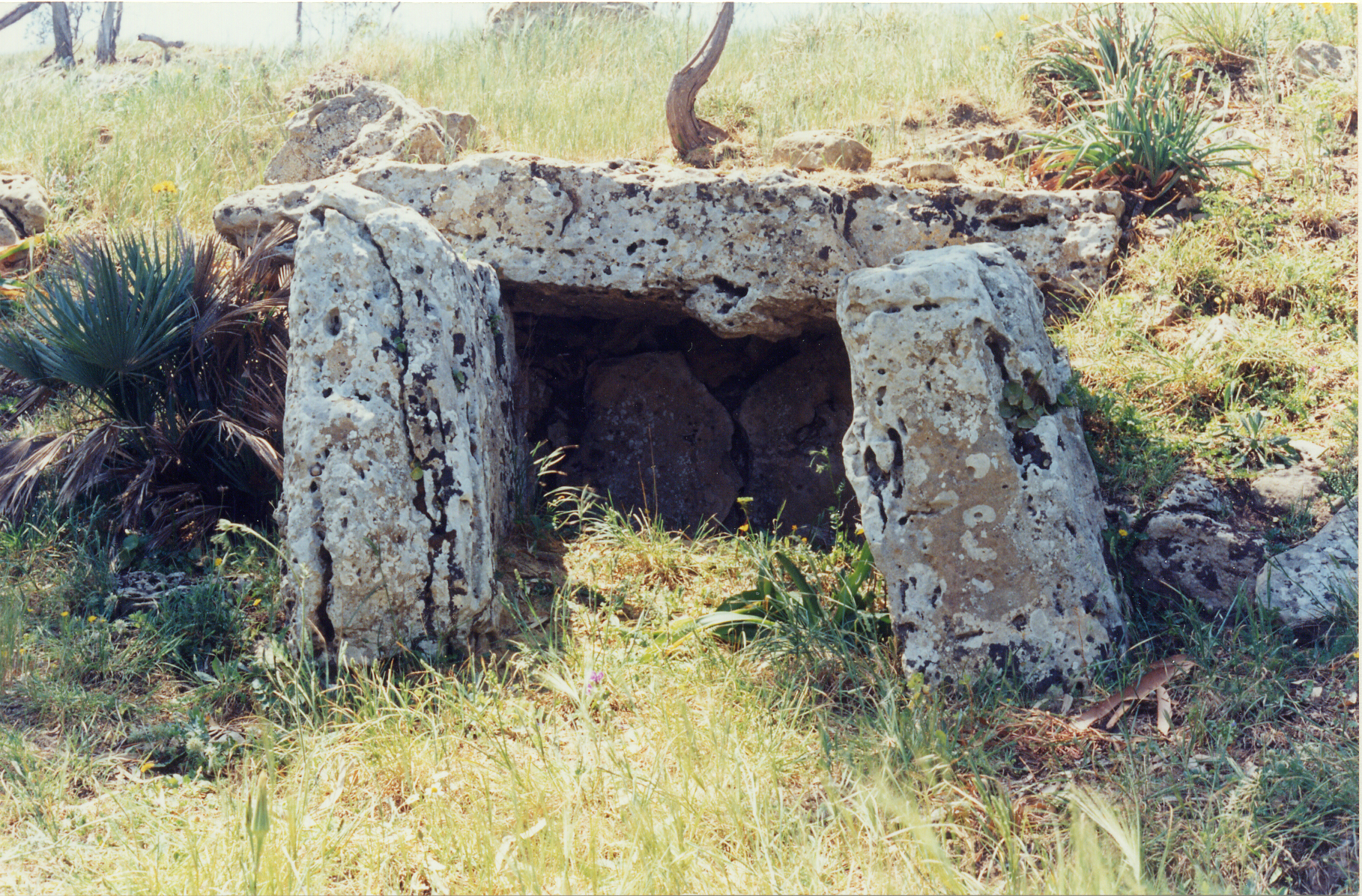
Дольмены из Монте-Буббонии, Сицилия

Не поддаётся сомнению, что древнюю историю этого региона очень сложно изучать, так как постоянные переселения и миграция народов, его населяющих, внесли большую путаницу. С уверенностью можно говорить только о двух векторах влияния: европейском, пришедшем с северо-запада (дольменная культура, открытые на острове памятники датируются началом бронзового века), и средиземноморском, привнёсшем элементы восточной культуры. Города появляются приблизительно к 1300 году до н. э.
В XI веке до н. э. Финикия начинает заселять западную Сицилию из своих колоний в северной Африке. Главным финикийским поселением стал Солунт, на территории которого сегодня располагаются Палермо и Мотия (остров рядом с Марсалой). Финикийская колония Карфаген обрела большое могущество, взяв под свой контроль эти территории.

## Античность

### Греческий период

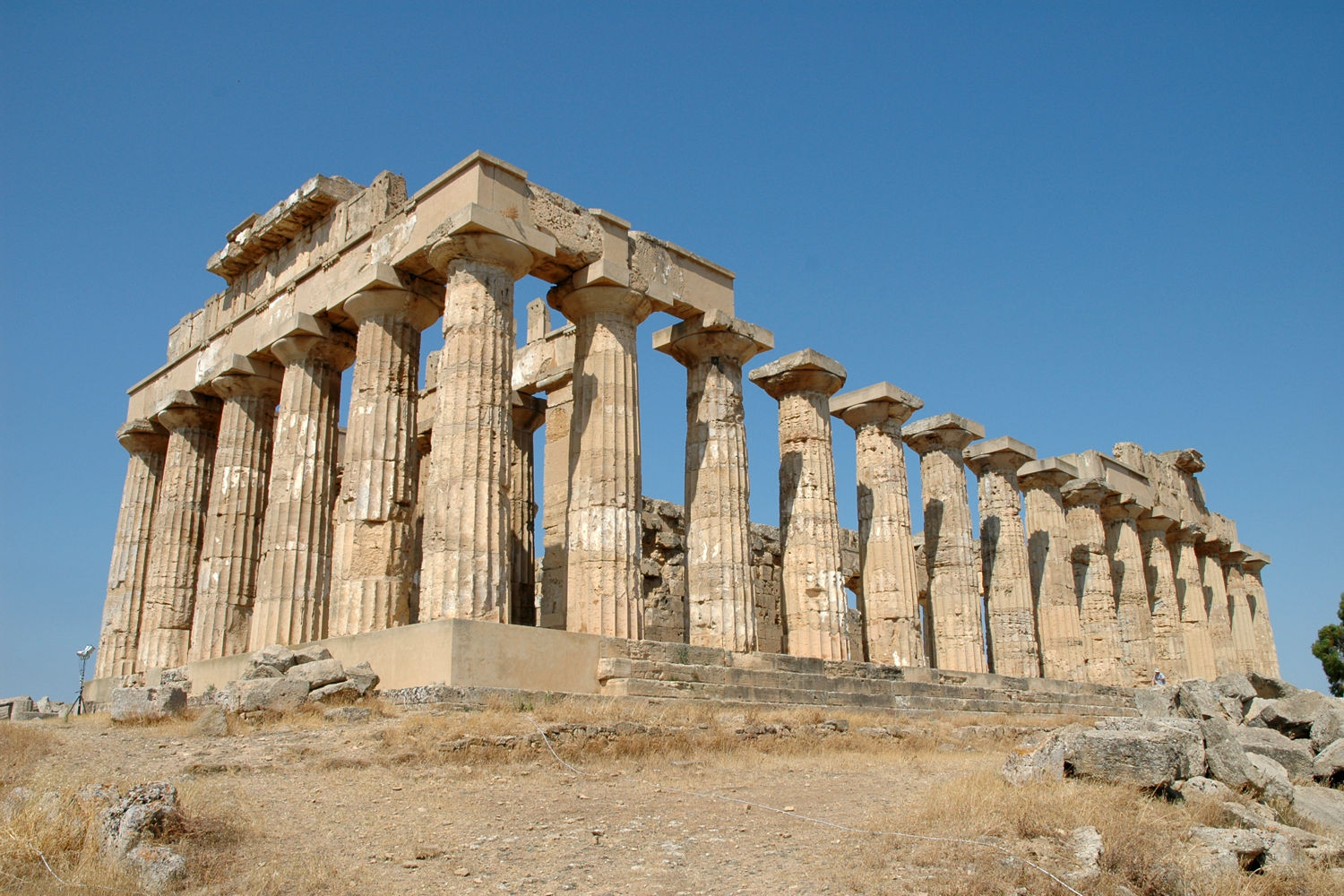
Греческий храм в Селинунте. (Храм богини Геры, построенный в V веке до н. э.)

Сицилия была колонизирована греками в VIII веке до н. э. Первоначально они высаживались только на восточной и южной частях острова. Наиболее значимой колонией считаются Сиракузы (734 год до н. э.). Другими важными колониями были Гела, Акрагас, Селинунт, Гимера, Камарина и Занкла (Мессина; сегодняшнюю Мессину не следует путать с античным городом Мессини в Мессении, Греция). Эти города-государства играли большую роль в классической греческой цивилизации, являясь сицилийской частью Великой Греции, — оттуда родом два великих учёных, Эмпедокл и Архимед.
В греческих городах-государства долгое время процветала демократия, однако во время социальных напряжений, в частности, постоянных войн против Карфагена появлялись тираны, периодически узурпируя власть. Самые известные: Гелон, Гиерон I, Дионисий Старший и Дионисий Младший.
В то время, пока греческие и финикийские общины росли и крепли, сикулы и сиканы были оттеснены в глубь острова. К третьему столетию до н. э., Сиракузы стали самым густонаселённым греческим городом в мире. Политика Сицилии непосредственно была связана с политикой всей Греции — Афины, к примеру, предприняли губительную сицилийскую экспедицию в 415 году до н. э. во время Пелопоннесской войны.
Согласно греческой мифологии, богиня Афина сбросила гору Этна на остров Сицилия, целясь в гигантов Энкелада и Тифона, во время войны богов и гигантов.
Конфликты между греками и пунами чаще всего возникали из-за торговых разногласий, потому что владения Карфагена занимали западную и юго-западную часть острова. Палермо был карфагенским городом, основанным в VIII веке до н. э. и названным Зис или Сис (по-гречески «Панормос»). На его территории были найдены некрополи с сотнями финикийских и карфагенских захоронений, построенных южнее будущего норманнского дворца, где у норманнских королей располагался обширный парк.
Находящаяся далеко на западе, Лилибея (Марсала) не была полностью эллинизирована. Во время Первой и Второй сицилийских войн почти вся Сицилия находилась под властью Карфагена, кроме её восточной части, которую контролировали Сиракузы. Однако демаркационная линия между карфагенским западом и греческим востоком зачастую передвигалась туда-сюда обратно в последующие века.

### Пунические войны
Постоянные войны между Карфагеном и греческими полисами в конечном итоге открыли дорогу для появления третьей силы. В третьем столетии до н. э. мессанский кризис заставил вмешаться Римскую республику в дела Сицилии, что привело к Первой пунической войне. К концу войны (242 до н. э.), со смертью Гиерона II, вся Сицилия, за исключением Сиракуз, была в руках Рима. Она становится первой римской провинцией за пределами Апеннинского полуострова.
Успех карфагенян во время Второй пунической войны сподвиг многих сицилийцев восстать против римского владычества. Рим послал свои войска подавить мятеж (именно тогда, во время осады Сиракуз, был убит Архимед). Карфаген на короткое время овладел частью Сицилии, но был вытеснен оттуда. Большинство сочувствующих Карфагену было убито — в 210 году до н. э. римский консул Марк Валерий Левин произнёс в сенате: «Ни один карфагенянин не останется в Сицилии».

### Римский период

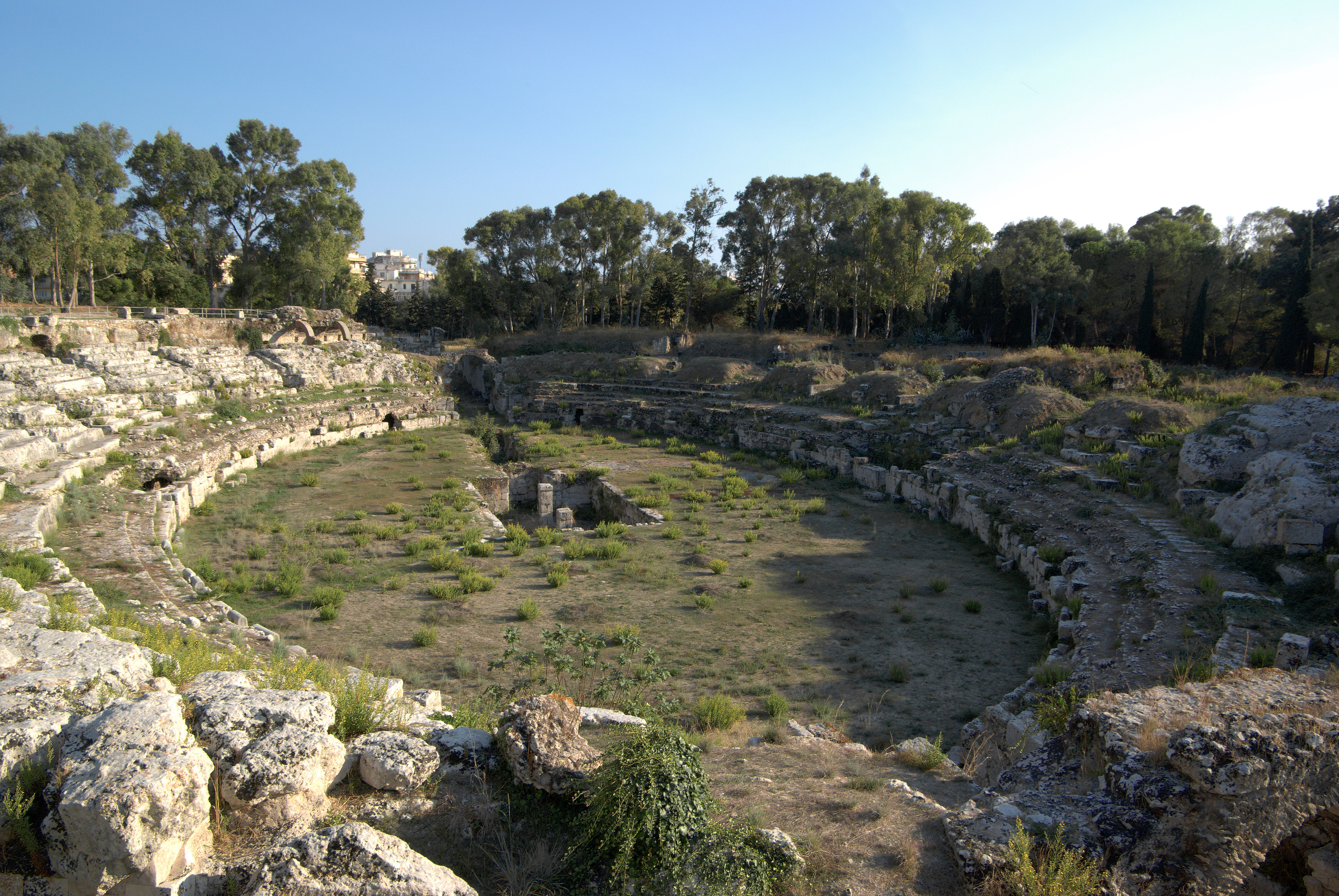
Римский амфитеатр в Сиракузах.

В последующие 600 лет Сицилия была провинцией Римской республики, позже империи. Она считалась сельским захолустьем, главным образом выращивающим зерновые культуры, кормившими весь Рим до тех пор, пока на этом поприще её не сменил Египет, присоединённый после битвы при Акциуме. Империя почти не прилагала никаких усилий, для того чтобы романизировать этот регион, который так и остался греческим. Одним из примечательных событий был печально известный период правления Верреса, который был описан Цицероном в 70 до н. э. в его речи In Verrem. Другим стало сицилийское восстание под руководством Секста Помпея, которое ненадолго освободило остров от римского владычества.
Прочным наследием римской оккупации в экономическом и сельскохозяйственном секторах стало создание крупных поместий, зачастую принадлежащих римским вельможам, — латифундий.
Несмотря на своё запущенное состояние, Сицилия оставила свой след в римской культуре — благодаря историку Диодору Сицилийскому и поэту Кальпурнию. Самые известные археологические находки этого периода — мозаики на домах вельмож на территории современной Пьяцца-Армерина. Надпись времён правления Адриана восторженно называет императора «Реставратор Сицилии», хотя неизвестно, чем он заслужил такую славу.
В этот период на территории Сицилии появляются первые христианские общины. Среди первых раннехристианских мучениц были сицилийки святая Агата из Катании и Луция Сиракузская (соответственно, из Сиракуз).

## Раннее Средневековье

### Византийский период
Когда Римская империя пала под натиском германских племён, известных как вандалы, в 440 году н. э. Сицилию захватил их король Гейзерих. К тому времени вандалы уже вторглись на территорию римских Галлии и Испании, проявив себя как значительную силу в западной Европе. Однако вскоре им пришлось уступить свои недавно приобретённые позиции другому восточногерманскому племени, которое называли готами. Остготское завоевание Сицилии (и вообще всей Италии) под руководством Теодориха Великого началось в 488 году; хотя готы и были германцами, Теодорих стремился возродить романскую культуру, разрешив свободу вероисповедания.

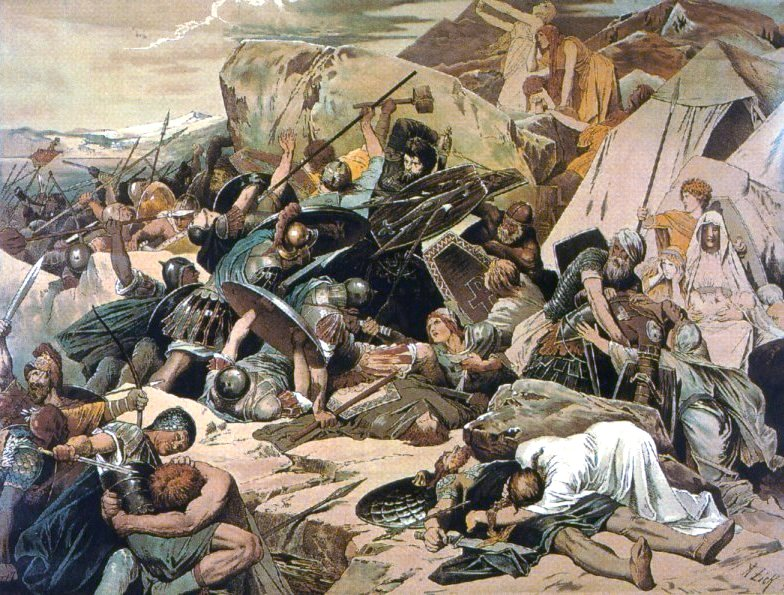
Изображение Готской войны

Готская война велась между остготами и Восточной Римской империей, также известной как Византия. Сицилия была первой итальянской областью, захваченной византийским полководцем Велизарием, который был выдвинут императором Юстинианом I. Остров стал базой, используемой византийцами для дальнейшего завоевания Италии, — Неаполь, Рим, Милан и столица остготов Равенна пали в последующие пять лет. Однако новый король остготов, Тотила, лично отправившись на итальянский полуостров, разграбил и захватил Сицилию в 550 году. В 552 году Тотила потерпел поражение и был убит во время битве при Тагинах, против византийского полководца Нарсеса.
Когда в середине VI столетия под натиском лангобардов пала Равенна, Сиракузы стали главным западным аванпостом Византии. Латинский язык начал постепенно вытесняться греческим, поскольку все обряды Восточной церкви велись именно на нём.
В 663 году византийский император Констант II решил переехать из Константинополя в Сиракузы, чтобы в следующем году с Сицилии напасть на лангобардское княжество Беневенто, которое оккупировало большую часть южной Италии. Возникшие слухи о перенесении столицы империи в Сиракузы наряду с неудачными походами стоили Константу жизни. Он был убит заговорщиками в 668 году. Сицилийцы провозгласили императором некоего Мизизия, однако его правление продолжалось недолго. Сыну Константа, Константину IV, ставшему новым императором Византии, удалось в короткий срок разгромить узурпатора.

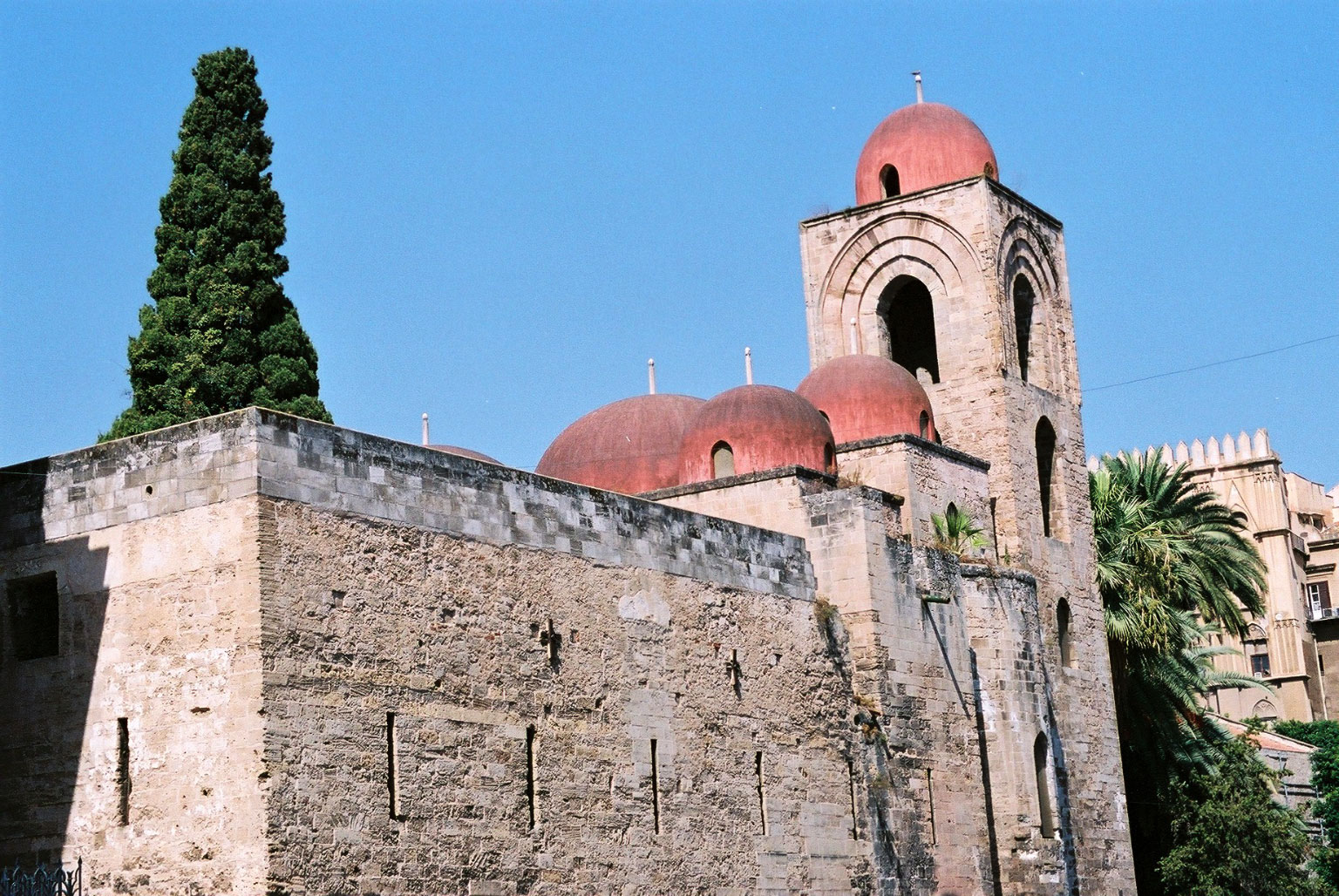
Монастырь Сан-Джованни-дельи-Эремити с красными куполами, признак влияния арабской архитектуры

С конца седьмого века Сицилия и Калабрия образовали византийскую фему Сикелию.

### Исламский период
В 826 году Евфимий, командующий византийским флотом на Сицилии, принудил монахиню выйти за него замуж. Об этом деле прознал император Михаил II Травл, который приказал генералу Константину расторгнуть брак и отрубить Евфимию нос. Евфимий поднял мятеж, убил Константина и оккупировал Сиракузы, однако был побеждён и вынужден бежать в Северную Африку.
Там Евфимий попросил помощи у эмира Туниса Зиядет-Аллаха I из династии Аглабидов, чтобы вернуться на остров; с ним была отправлена исламская армия, включающая в себя арабов, берберов, мавров, критских сарацинов и персов. Завоевание было подобно качелям — местные жители отчаянно сопротивлялись, в лагере арабов были постоянные споры и междоусобицы. Для полного завоевания потребовалось более века (хотя фактически оно завершилось в 902 году, отдельные византийские крепости держались до 965 года).
На протяжении всего исламского правления то и дело вспыхивали византийско-сицилийские восстания, главным образом на востоке, во время которых сицилийцам удалось даже вернуть часть своих земель. На Сицилию были завезены такие сельскохозяйственные продукты, как апельсины, лимоны, фисташки и сахарный тростник. Христианам разрешалась свобода вероисповедания, но за это они облагались джизьей (налог для не-мусульман, взимаемый исламскими правителями). Постепенно Сицилийский эмират начал раскалываться вследствие династических междоусобиц.
К XI веку силы южной Италии призвали норманнских наёмников, которые были христианскими потомками викингов. Норманны под предводительством Рожера I отвоевали Сицилию у мусульман. После взятия Апулии и Калабрии он оккупировал Мессину со 700 рыцарями. В 1068 году Роберт Гвискар и его люди разбили мусульман под Мизильмери. Ключевым моментом войны стала осада Палермо в 1091 году, после которой вся Сицилия перешла в руки норманнов.
В последнее время многие историки стали утверждать, что норманнское завоевание мусульманской Сицилии (1060—1091) было началом крестовых походов.

## Высокое Средневековье

### Норманнский период (1091—1194)

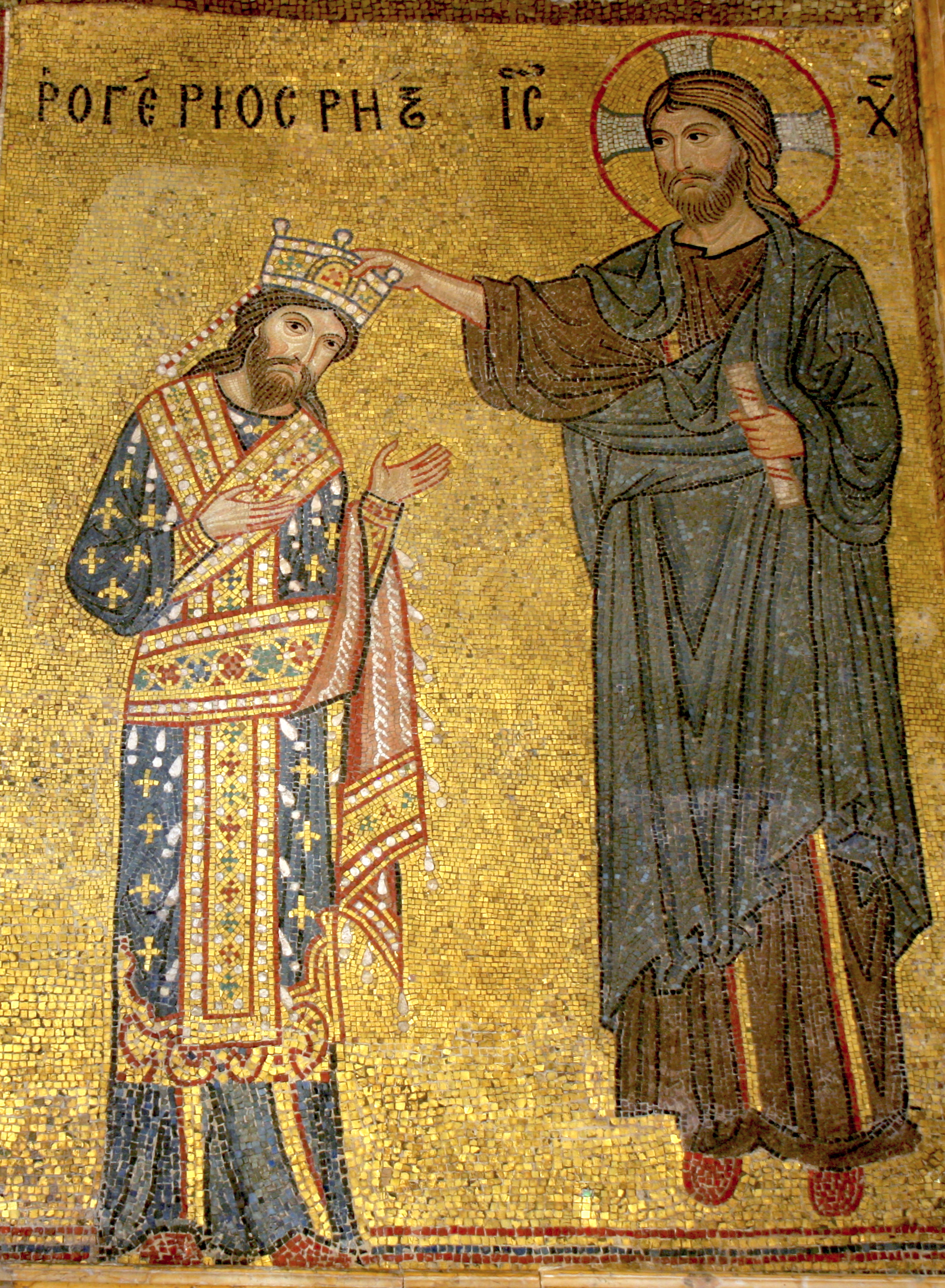
Фрагмент мозаики, на которой Рожер II получает корону из рук Христа, Марторана, Палермо. На мозаике написано: Rogerios Rex

Палермо оставался столицей норманнов. Сын Рожера, Рожер II, упрочил позиции острова, присоединив к своему королевству Мальту и южную Италию в 1130 году. В этот период Королевство Сицилия было процветающим и могучим, став одним самых из влиятельных государств во всей Европе; оно было даже богаче, чем Англия.
Норманнские короли опирались в основном на поддержку местных жителей, назначая их на важные государственные и административные должности. Поначалу все государственные дела продолжали вестись на греческом языке; норманнский же был языком королевского двора. В значительной степени благодаря всё прибывавшим иммигрантам из северной Италии и Кампании язык острова постепенно романизировался; церковь, полностью перешедшая на латынь, попала под влияние Римско-католической (при византийцах она подчинялась Восточно-христианской).
Наиболее значимые изменения, которые норманны привнесли на Сицилию, были в области религии, языка и народонаселения. Ещё со времён Рожера I начался огромный поток иммигрантов из северной Италии и Кампании. По большей части это были лангобарды, которые говорили на латыни и поддерживали Западную церковь. Со временем Сицилия стала полностью католической, а разговорным языком стала вульгарная латынь.
С 1166 по 1189 годы царствовал внук Рожера II, Вильгельм II Добрый. Его величайшим наследием было строительство собора в Монреале — пожалуй, лучшим сохранившимся примером сицило-норманнской архитектуры. В 1177 году он женился на Иоанне Английской, дочери Генриха II и сестре Ричарда Львиное Сердце.
Вильгельм не оставил наследников, и после его смерти в 1189 году династия Готвилей прервалась. Несколькими годами ранее дочь Рожера II, Констанция (тётя Вильгельма), вышла замуж за Генриха VI Гогенштауфена, что по праву означало передачу короны ему. Это противоречило интересам местных баронов, и они избрали королём Танкреда, незаконнорождённого внука Рожера II.

### Правление Гогенштауфенов (1194—1266)

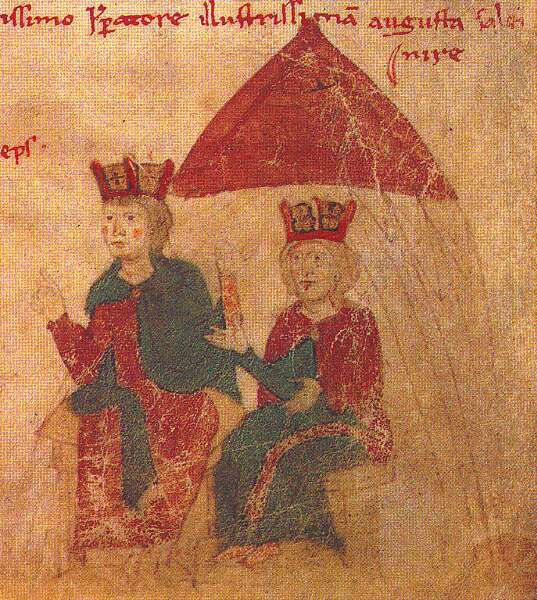
Генрих VI Гогенштауфен и Констанция.

После кончины Танкреда в 1194 году Генрих VI и Констанция прибыли в Италию и потребовали корону. Генрих во главе большой армии пошёл на Палермо, однако не встретил на пути никакого сопротивления, что означало фактический конец династии Готвилей. Она заменилась южногерманской (Швабской) династией Гогенштауфенов. Генрих VI был коронован в Палермо и наречён королём Сицилии, а Констанция тем временем родила ему сына (которого иногда ещё называют Фридрих I Сицилийский).
Фридрих, как и его дед, Рожер II, страстно увлекался науками и литературой. Он открыл один из первых университетов в Европе (в Неаполе), написал книгу о соколиной охоте (De arte venandi cum avibus, которая была первым справочником, основанным больше на научных наблюдениях, чем на средневековой мифологии). Он учредил далеко идущую реформу, формально отделяющую церковь от государства. Фридрих одинаково справедливо относился ко всем классам общества, был покровитем сицилийской школы поэтов; при нём впервые итальянская форма вульгарной латыни стала использоваться в литературном творчестве, создав первую норму, на которой мог говорить и писать весь полуостров.
Многочисленные репрессии, проводимые Фридрихом II, были обусловлены стремлением угодить римским папам, которые не могли примириться с тем, что ислам имеет большое влияние в самом сердце христианского мира. В результате это обернулось восстанием сицилийских мусульман, которое, впрочем только усилило репрессии и ознаменовало собой последнюю главу истории сицилийского ислама. Мусульманский вопрос остро стоял перед Гогенштауфенами в период правления Генриха VI и его сына Фридриха II. Восстание утихло, но под прямым папским давлением Фридрих был вынужден сослать всех мусульман вглубь Италии, в Лучеру. В 1224 году он изгнал последних оставшихся на Сицилии мусульман.
Фридриху наследовал его старший сын, Конрад IV. Затем, после его смерти, власть фактически узурпировал (при поддержке местных баронов) бастард Фридриха Манфред, пока сын Конрада, Конрадин, был слишком юн. Уникальной чертой всех швабских королей Сицилии, вероятно, унаследованной от их сицило-норманнских предков, было их стремление формировать личную гвардию из сарацинских солдат. Эта практика, среди прочего, была одной из главных причин возникшего антагонизма между папским престолом и Гогенштауфенами. На протяжении царствования Фридриха противостояние между папством и королевством всё нарастало, став частью более обширной борьбы гвельфов и гибеллинов. Это противостояние стало семейным делом дома Гогенштауфенов, а после и лично Манфреда.
С его смертью в 1266 году в битве при Беневенто династия угасла.

## Позднее Средневековье

### Анжуйцы и сицилийская вечерня

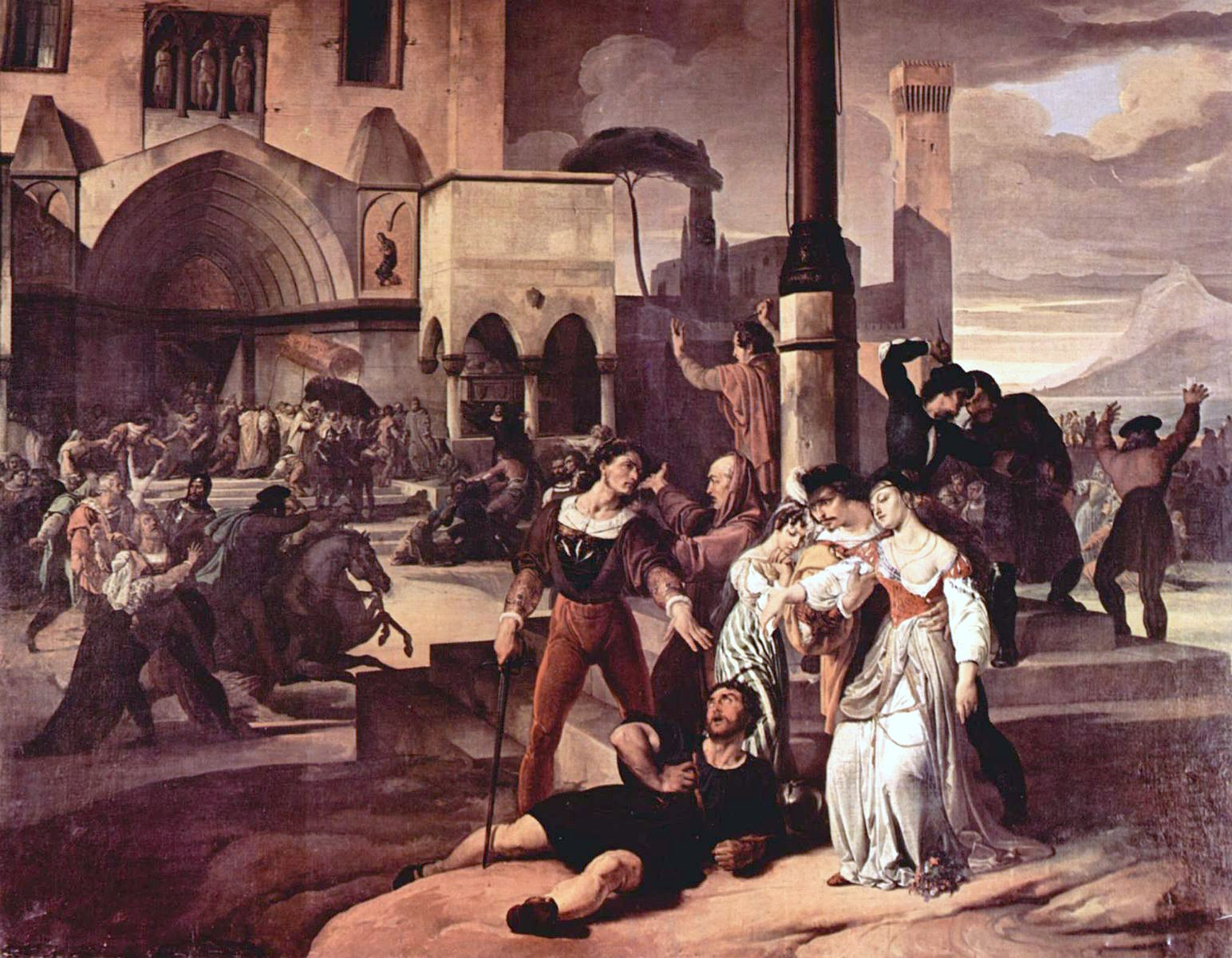
«Сицилийская вечерня» (1846), художник Франческо Хайес

В 1266 году Карл I, герцог Анжу, при поддержке церкви, повёл войска против Сицилийского королевства. По исходу битвы при Беневенто возле северной границы королевства Манфред был убит, а Карл получил корону из рук папы Климента IV.
Засилье французских чиновников и возросшие налоги спровоцировали мятеж в 1282 году (Сицилийская вечерня), который с успехом поддержал король Арагона Педро III, принявший корону Сицилии из рук островных баронов. Ранее Педро III женился на дочери Манфреда, Констанции, и именно поэтому сицилийские бароны призвали его на царство. Эта побед расколола королевство на две части, так как Карл продолжал править материковой частью (также называемой Королевство Сицилия).
Вспыхнувшая война Сицилийской вечерни окончилась Кальтабеллотским договором в 1302 году, растянувшись на 90 лет. Согласно этому договору, древнее Королевство Сицилия разделялось на островную и полуостровную части, причём островная стала именоваться Королевством Тринакрия. Именно этот раздел в конечном итоге приведёт к созданию Королевства Обеих Сицилий спустя 500 лет.

### Арагонский период
С 1298 по 1337 годы правил сын Педро III, Федериго II (также называемый Федериго III). По сути, весь XIV век Сицилия была независимым королевством, в котором правили родственники арагонского короля, де-юре считавшиеся сицилийскими королями. Сицилийский парламент, уже существующий целый век, продолжал свою деятельность, наделённый широкими полномочиями и обязанностями.
В этот период у сицилийцев возникло чувство национального самосознания, то есть они перестали делить себя на греков, арабов и латинов. Каталанский язык был языком правящего двора, а сицилийский стал языком парламента и рядового населения. Такое положение дел сохранялось до 1409 года, пока не прекратилась сицилийская линия арагонской династии и Сицилия не стала частью Арагонской короны.
В 1434 году на острове был открыт первый университет (в Катании).

## Испанский период

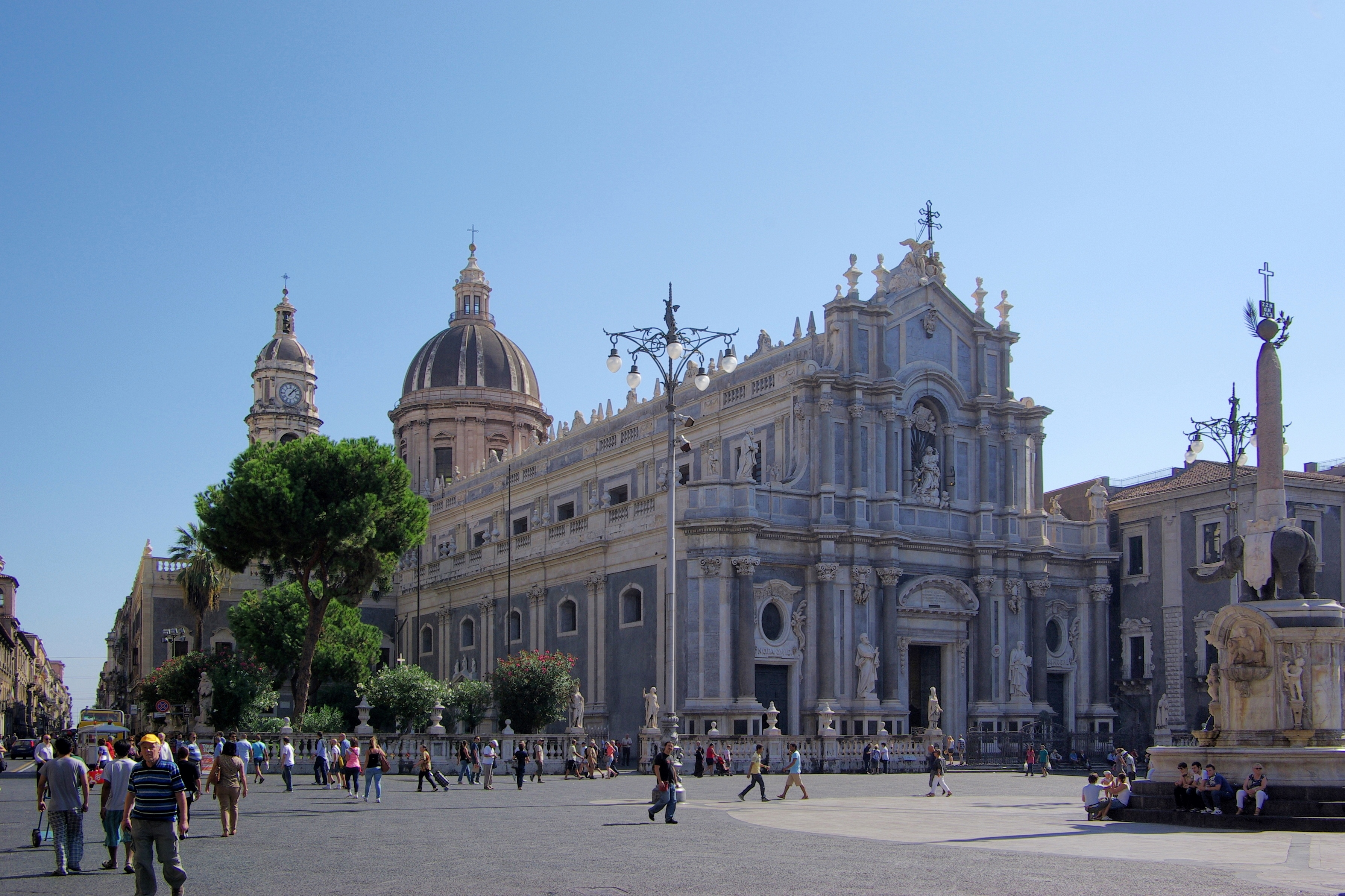
Дуомо в Катании. Архитектор— Джованни Баттиста Ваккарини

После того, как Кастилия и Арагон заключили союз в 1479 году, Сицилия тотчас же перешла под управление Испании посредством наместников и губернаторов. В последующие века власть на острове стала сосредотачиваться в руках небольшой группы местных баронов.
Находясь в значительном отдалении, испанские наместники не могли поддерживать эффективную связь с королевским двором в Мадриде. Это делало практически невозможным выполнение всех требований короны и удовлетворение чаяний сицилийцев, что делало ситуацию схожей с положением дел испанских колоний в Латинской Америке. Наместники пытались обеспечить территориальный контроль и лояльность вассалов посредством расширения влияния в виде раздачи постов и стипендий от имени короля. Также монархия осуществляла свою власть при помощи королевских советников и агентов независимых организаций, таких как инквизиция и визитаторов (инспекторов). Сферы королевского влияния в этом регионе так и не были чётко определены, вследствие чего различные политические организации соревновались за власть в системе наместничества, часто делая Сицилию совершенно неуправляемой.
XVI столетие стало золотым веком для сицилийского экспорта пшеницы. Инфляция, быстрый рост населения и мировой рынок привели к серьёзным экономическим и социальным изменениям. В XVIII веке экспорт сицилийского шёлка превысил экспорт пшеницы. С 1590 по 1650 годы на Сицилии активно велась внутренняя колонизация и зарождались новые поселения феодальной аристократии, что сопровождалось переселением жителей из крупных городов обратно в сельскую местность.
Местные бароны обратили это в свою пользу, начав строить новые поместья (в основном для выращивания пшеницы) и новые деревни, которые заселяли безземельные рабочие. Постройка поместий послужила основой для возвышения многих семей в социальном и политическом плане. Поначалу горожане активно участвовали в этом процессе, видя в нём средство выбраться из нищеты, вызванной перенаселением. Однако вместе с тем это привело к снижению их административных полномочий в сельской местности.
Сицилия жестоко пострадала от вспышки чёрной смерти, начавшей свирепствовать в 1656 году, а затем в результате Сицилийского землетрясения в восточной части острова в 1693 году. Также Сицилия часто подвергалась нападениям берберских пиратов из Северной Африки. Последующее восстановление породило своеобразный архитектурный стиль, известный как сицилийское барокко. Периоды правления Савойского дома (1713—1720), а затем Габсбургского сделали возможным заключённый в 1734 году союз с находившимся под властью Бурбонов Королевством Неаполитанским, в котором правил Дон Карлос Бурбон (позже ставший Карлом III Испанским).

## Бурбонский период

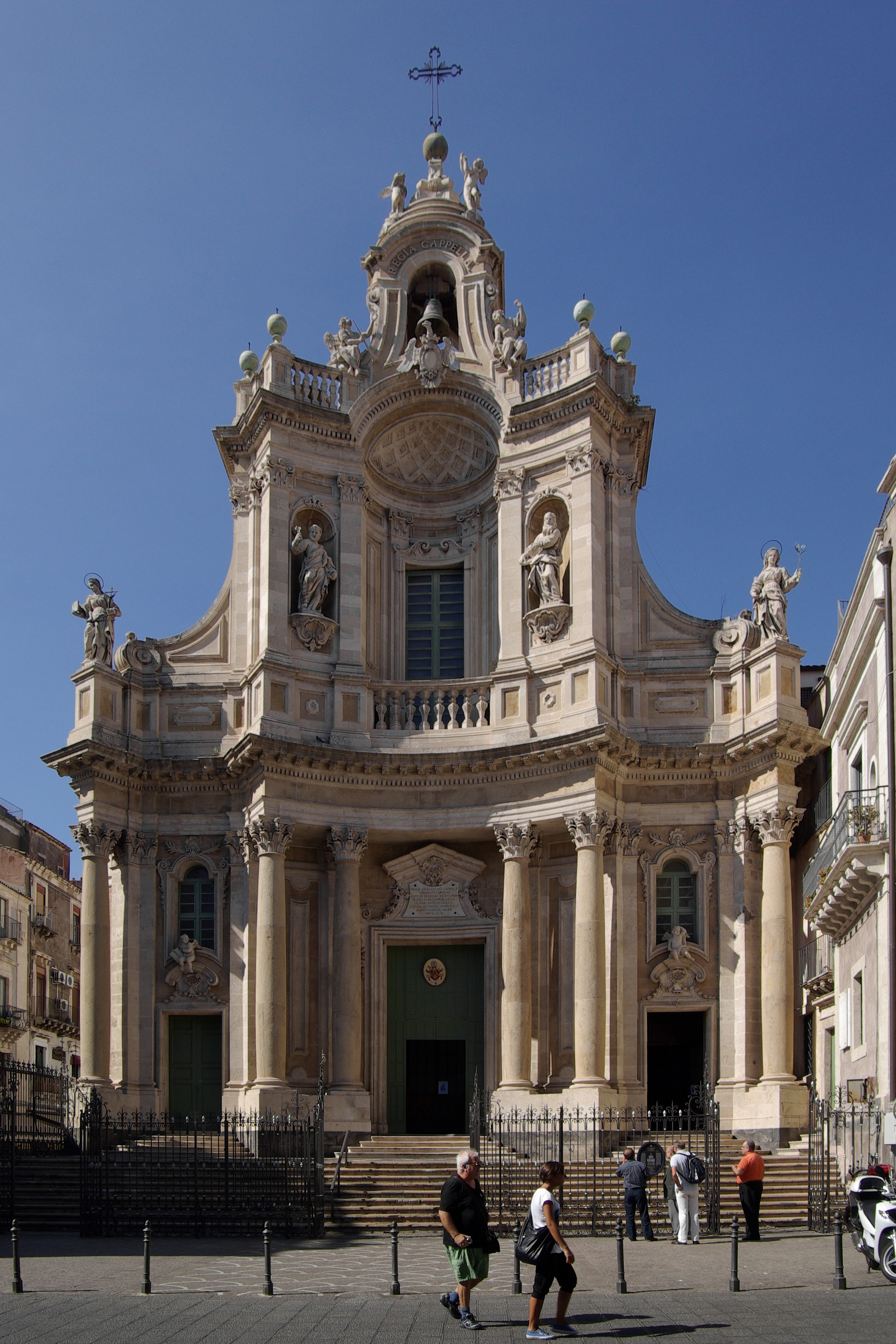
Сицилийское барокко. Монастырская церковь в Катании, спроектированная Стефано Иттаром приблизительно в 1768 году

Официальная резиденция Бурбонов располагалась в Неаполе, за исключением небольшого периода во время Наполеоновских войн в 1806—1815 годы, когда королевская семья была сослана в Палермо. Сицилийские бароны радушно встретили британскую интервенцию, принесшую с собой новую конституцию, которая была разработана специально для Сицилии на основе вестминстерской системы. Англичане стремились обезопасить Королевство Сицилия, чтобы иметь удобную средиземноморскую базу для ведения военно-морских операций против Франции. Между уже упомянутыми 1806 и 1815 годами британцы отправили туда несколько военных экспедиций, а также построили мощные укрепления вокруг Мессины.
Королевство Неаполитанское и Сицилия были официально объединены в 1816 году Фердинандом I и названы Королевство Обеих Сицилий. Восшедший вслед за ним в 1830 году на престол Обеих Сицилий Фердинанд II был восторженно встречен сицилийцами; они мечтали о возвращении автономии на остров, о решении проблем нищеты и плохого управления и о передачи правосудия графу Сиракуз, брату короля и генерал-губернатору Сицилии.
Королевский двор в Неаполе считал, что в проблемах Сицилии виновна исключительно администрация, и нужно лишь заставить существующие учреждения действовать должным образом. Неаполитанские министры не были заинтересованы в серьёзных реформах. Ошибки Фердинанда разочаровали народ и привели к восстанию в 1837 году, главным образом потому, что он не приложил никаких усилий, для того чтобы добиться поддержки сицилийского среднего класса, который мог бы помочь ему в борьбе против местных баронов.
Закипающее недовольство правлением Бурбонов и надежда на независимость стали главными движущими силами революций в 1820 и 1848 годах, вызванных отказом Бурбонов назначить конституционное правительство. Сицилийская революция годов привела к шестнадцатимесячному периоду независимости от Бурбонов, прежде чем их вооружённые силы вернули себе власть на острове 15 мая 1849 года. Город Мессина на протяжении XIX века укрывал сторонников независимости, и появившиеся в нём городские лидеры Рисорджименто происходили из абсолютно различной среды: ремесленники, рабочие, студенты, священнослужители, масоны и даже англичане, ирландцы и прочие переселенцы.
Беспорядки 1847-48 годов, встретив широкую поддержку в Мессине, показали необходимость создания организованной структуры и вовлечения в борьбу всей Сицилии. Повстанцам на некоторое время удалось взять город, но, несмотря на ожесточённое сопротивление, бурбоновская армия одержала победу и подавила мятеж. Это привело к дальнейшему угнетению и созданию мессинско-сицилийских революционных диаспор за пределами Сицилии, а также к установлению реакционного правительства. За бомбардировку Мессины и Палермо Фердинанд II получил прозвище «Король-бомба».

## Современность

### Объединение Италии

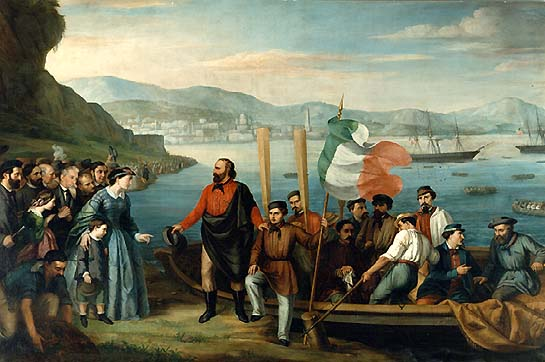
Начало экспедиции в Кварто.

Сицилия объединилась с Королевством Сардиния в 1860 году в результате экспедиции Джузеппе Гарибальди под названием Экспедиция Тысячи; аннексия была одобрена общенародным референдумом. Королевство Сардиния в 1861 году стало именоваться Королевством Италия в рамках итальянского национально-освободительного движения Рисорджименто.
Однако местные бароны по всему острову систематически саботировали все усилия национального правительства в попытке модернизировать традиционную экономику и политическую систему. Например, они сорвали проекты по созданию новых городских советов, новой полиции и либеральной судебной системы. Кроме того, повторные восстания обнажили степень недовольства и среди крестьян.
В 1866 году против Италии восстал Палермо. Город бомбил итальянский флот, отправленный 22 сентября под командой Рафаэле Кадорна. Итальянские солдаты в спешном порядке казнили повстанцев и вновь овладели островом.
Начавшаяся партизанская война (1861—1871) охватила всю южную Италию и Сицилию, вынудив итальянское правительство пойти на крайне жестокие меры. Мятежи вспыхивали стихийно, и правительство считало их «разбоем» («Brigantaggio»). Находясь в военном положении в течение нескольких лет, Сицилия (и южная Италия) стала объектом суровых репрессий со стороны итальянской армии — тысячи людей были казнены, десятки тысяч взяты в плен, многие деревни были сожжены, а жители изгнаны.

#### Эмиграция
Сицилийская экономика не была готова к объединению, в частности, гонка с северной промышленностью сделала невозможной индустриализацию на юге. Народные массы страдали от новых налогов и в особенности от тяжёлой воинской повинности нового королевства. Это привело к беспрецедентной волне эмиграции.
Нежелание сицилийских мужчин разрешить женщинам оплачиваемую работу означало, что женщины обычно находились дома; во время траура они часто становились ещё более одинокими. Несмотря на эти ограничения, женщины играли важную роль в обеспечивании своих семей — они выбирали жён для своих сыновей и помогали мужьям работать в поле.
В 1894 году трудовая агитация радикального левого крыла Fasci Siciliani (Сицилийской рабочей лиги) вновь привела к введению военного положения.

#### Мафия
Мафия стала существенной частью социальной структуры в конце XIX века вследствие неспособности итальянского государства навязать свои законы и объявить монополию на насилие в периферийных регионах. Упадок феодального строя позволил появиться новому классу жестоких крестьянских предпринимателей, наживавшихся на продаже баронских, церковных и общинных земель и создавших обширную клиентуру. Правительство было вынуждено пойти на компромисс с этими «буржуазными мафиози», которые использовали силу, чтобы продвинуть выгодные им законы, манипулируя традиционным феодальным языком, и выступали как посредники между обществом и государством.

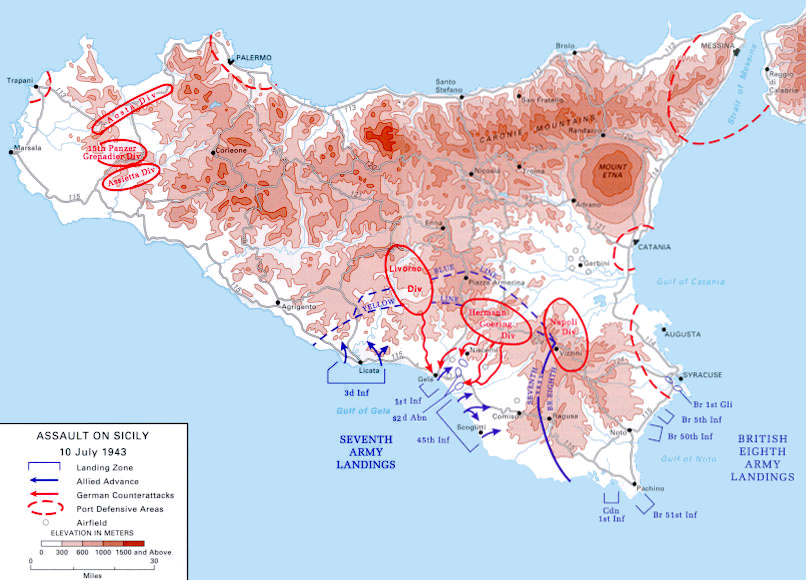
Карта Сицилийской операции (10 июля 1943 года)

### Начало XX века и фашистский период
Пренебрежительное отношение правительства в конце XIX века в конечном итоге привело к созданию сети преступных организаций, под общим названием «La Cosa Nostra», или мафия. Сицилийская мафия во время фашистского режима боролась против правительства Муссолини, который отправил на остров префекта Чезаре Мори. Постепенно мафия смогла распространить своё влияние на весь остров (а многие эмигрировали в другие страны, в частности в Соединённые Штаты). Когда Муссолини пришёл к власти в 1920-х, он начал применять ожесточённые меры в отношении организованной преступности. В июле 1943 года Сицилия пала под натиском союзной армии в ходе непродолжительной борьбы, но немецким и итальянским частям удалось отступить в глубь материка без особых потерь. Сицилия стала базой союзников для дальнейшего продвижения на север Италии, а также учебным полигоном для другой широкомасштабной десантной операции — высадкой в Нормандии. Коза Ностра быстро оправилась от борьбы с фашистским режимом, когда союзники освободили отбывавших срок мафиозных главарей, ошибочно считая их политическими заключёнными.
Коза Ностра остаётся тайной криминальной организацией со сложной иерархической структурой, использующей в качестве главного инструмента насилие. Семья казнит своих членов, нарушивших правила, а также посторонних, которые угрожают ей или отказываются с ней сотрудничать. В 1984 году итальянское правительство начало антимафиозную кампанию, дабы ликвидировать эту организацию и арестовать её лидеров.

### Послевоенное время
После политической агитации Сицилия стала автономной областью в 1946 году, согласно новой итальянской конституции, со своим парламентом и избранным президентом.
Латифундии (крупные феодальные сельскохозяйственные поместья) были упразднены земельной реформой и преобразованы в небольшие фермы в 1950—1962 годах, под эгидой Cassa per il Mezzogiorno (открытого итальянским правительством Фонда Юга).
Сицилия всколыхнула весь мир в 1992 году, когда убийство двух антимафиозных магистратов, Джованни Фальконе и Паоло Борселлино, перевернуло итальянскую политическую жизнь.
В XXI веке Сицилия и окрестные островки стали перевалочным пунктом для нелегальных иммигрантов и контрабандистов.

## Список литературы
- Норвич Дж. Нормандцы в Сицилии. Второе нормандское завоевание. 1016—1130 / Пер. с англ. Л. А. Игоревского. — М.: Центрполиграф, 2005. — 367 с. — 5000 экз. — ISBN 5-9524-1751-5.
- Норвич Дж. Расцвет и закат Сицилийского королевства. Нормандцы в Сицилии. 1130—1194 / Пер. с англ. Л. А. Игоревского. — М.: Центрполиграф, 2005. — 399 с. — 5000 экз. — ISBN 5-9524-1752-3.
- Норвич Дж. История Сицилии = A history of Sicily. — М.: АСТ, 2018. — 384 с. — (Историческая библиотека). — ISBN 978-5170994441. — ISBN 5170994443.
- Рансимен С. Сицилийская вечерня: История Средиземноморья в XIII веке / Пер. с англ. С. В. Нейсмарк. — СПб.: Евразия, 2007. — 384 с. — 1000 экз. — ISBN 978-5-8071-0175-8.
- Atkinson, Rick. The Day of Battle: The War in Sicily and Italy, 1943—1944 (2007)
- Blok Anton. The Mafia of a Sicilian Village 1860—1960: A Study of Violent Peasant Entrepreneurs (1988)
- Correnti, Santi. A Short History of Sicily, (2002) Les Éditions Musae, ISBN 2-922621-00-6
- Dickie, John. Cosa Nostra: A History of the Sicilian Mafia (2004), synthesis of Italian scholarship
- Epstein, S. R. "Cities, Regions and the Late Medieval Crisis: Sicily and Tuscany Compared, " Past & Present, Feb 1991, Issue 130, pp 3–50, advanced social history
- Epstein, Stephan R. Island for Itself: Economic Development and Social Change in Late Medieval Sicily (1992). ISBN 978-0521385183 pp, covers 1300 to 1699
- Finley, M. I. and Dennis Mack Smith. History of Sicily (3 Vols. 1961)
  - Finley, M. I., Denis Mack Smith and Christopher Duggan,  A History of Sicily (abridged one-volume version 1987)
- Gabaccia, Donna R. «Migration and Peasant Militance: Western Sicily, 1880—1910,» Social Science History, Spring 1984, Vol. 8 Issue 1, pp 67-80 in JSTOR
- Gabaccia, Donna. Militants & Migrants: Rural Sicilians Become American Workers (1988) 239p; covers 1860 to 20th century
- Matthew, Donald. The Norman Kingdom of Sicily, ISBN 0-521-26911-3
- Piccolo, Salvatore. Ancient Stones: The Prehistoric Dolmens of Sicily, (2013). Abingdon: Brazen Head Publishing, ISBN 978-0-9565106-2-4.
- Powell, James M. The Crusades, the Kingdom of Sicily, and the Mediterranean (Burlington, VT: Ashgate Publishing Company. (2007). 300pp. ISBN 978-0-7546-5917-4
- Ramm, Agatha. "The Risorgimento in Sicily: Recent Literature, " English Historical Review (1972) 87#345 pp. 795—811 in JSTOR
- Reeder, Linda. Widows in White: Migration and the Transformation of Rural Italian Women, Sicily, 1880—1920. (2003), 322pp ISBN 0-8020-8525-3
- Riall, Lucy. Sicily and the Unification of Italy: Liberal Policy & Local Power, 1859—1866 (1998), 252pp
- Schneider, Jane. Culture and Political Economy in Western Sicily (1976)
- Schneider, Jane C. and Peter Schneider. Festival of the Poor: Fertility Decline and the Ideology of Class (1996)
- Smith, Denis Mack. Medieval Sicily, 800—1713 (1968)
- Williams, Isobel. Allies and Italians under Occupation: Sicily and Southern Italy, 1943-45 (Palgrave Macmillan, 2013). xiv + 308 pp. online review
- Santagati, Luigi. Storia dei Bizantini di Sicilia, Edizioni Lussografica 2012, ISBN 978-88-8243-201-0